# Патиала (княжество)
Княжество Патиала (в.-пандж. ਪਟਿਆਲਾ ਰਿਆਸਤ, Paṭiālā Riāsat) — самоуправляющееся вассальное государство Британской империи в Индии. Оно вошло в состав Индийского союза после обретения Индией независимости и раздела страны.

## Этимология
Название государства произошло от названия его главного города и столицы Патиала, которое само происходит от корней paṭī (в.-пандж. ਪਟੀ) и ālā (в.-пандж. ਆਲਾ). Первое слово означает «полоса земли», а ālā происходит от имени основателя города и государства Ала Сингха, что означает «земля Ала Сингха».

## География

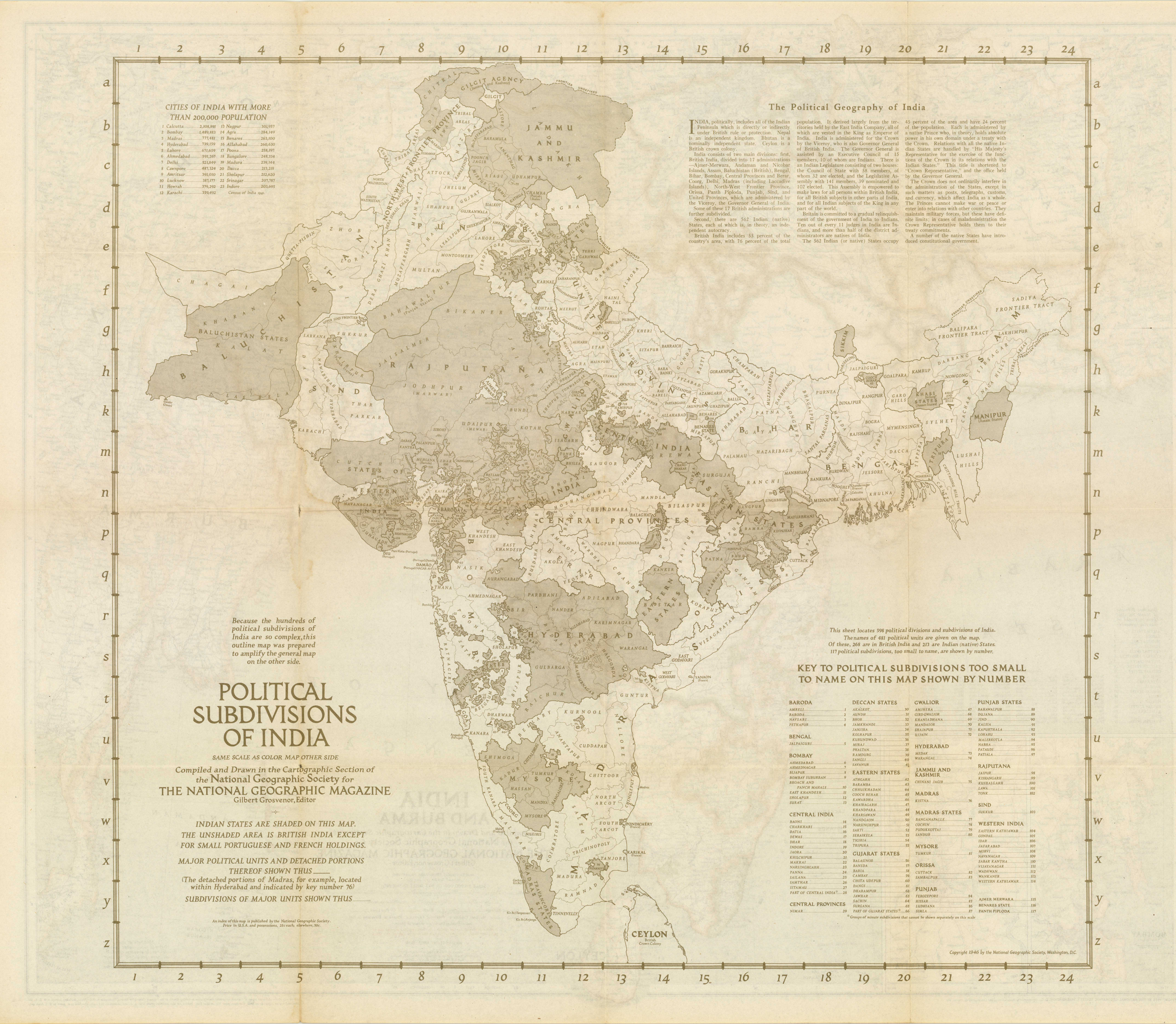
Карта Индии 1946 года с указанием различных княжеств. Княжество Патиала находится в центре Восточного Пенджаба

В Британской Индии территория княжества была пересечена небольшими участками или даже отдельными деревнями, принадлежащими княжествам Набха, Джинд и Малеркотла, а также управляемым англичанами районам Лудхиана, Фирозпур и Карнал. Она включала в себя несколько отдельных деревень, лежащих в естественных границах этих княжеств и округов. Патиала имела самое большое население из княжеских государств в провинции Пенджаб и было вторым по площади среди них.
В 1898 площадь княжества была 15 247 кв. км. и население состоялось из 1 583 521 житель (942 739 индусов, 352 046 мусульман, 245 348 сикхов). Доходы — 468 956 фунтов. Государство было разделено на пять административных округов (в.-пандж. ਨਿਜ਼ਾਮਤ, nizāmat): 
1. Карамгарх[5] (в.-пандж. ਕਰਮਗੜ੍ਹ)
2. Пинджор (в.-пандж. ਪਿੰਜੋਰ)
3. Амаргарх (в.-пандж. ਅਮਰਗੜ੍ਹ)
4. Анахадгарх (в.-пандж. ਅਨਹਦਗੜ੍ਹ)
5. Мохиндаргарх (в.-пандж. ਮੋਹਿੰਦਰਗੜ੍ਹ)

По состоянию на 1901 год существовало четырнадцать городов, которые в то время назывались: Патиала, Нарнаул, Баси, Говиндгарх (или Бхатинда), Самана, Сунам, Мохиндаргарх (или Канауд), Санаур, Бхадаур, Барнала, Банур, Пайл, Сирхинд и Хадиайя.
На момент индийской переписи 1881 года население княжества Патиала составляло: 1 467 433 человека (мужчины- 806 984, женщины — 660 449). Таким образом, соотношение полов составляло 818 женщин на 1 000 мужчин. Перепись показала, что там было 328 668 семей (то есть 4,5 человека на семью) и 282 063 дома.

## Краткая история

### Ранняя история

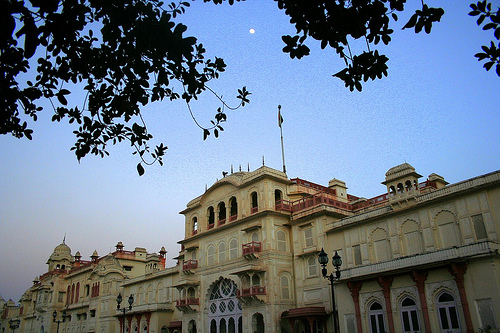
Дворец Моти Баг в Патиале

История государства Патиала начинается с предка королевского дома сикхов Патиалы, Мохана Сингха, которого преследуют соседние фермеры Бхуллара и Дхаливала. Они не позволят Мохану поселиться там. Он был последователем гуру Харгобинда Сахиба, и гуру обратился к нему от имени Мохана, но безрезультатно. Результатом началась вооруженная борьба, и Бхуллары и Дхаливалы были разбиты людьми гуру, что позволило Мохану основать деревню Мехарадж в 1627 году.
Мохан Сингх сражался против моголов в битве при Мехрадж 1631 года на стороне гуру Харгобинда Сахиба. Мохан Сингх и его старший сын Руп Чанд были позже убиты в битве с Бхатти (племя, которое также утверждает, что является потомком Раваля Джайсала из Джайсалмера, но также является врагом Пхулкианцев).
Кала, младший сын Мохана, унаследовал «чаудрият» (в.-пандж. ਚੌਧਰੀਅਤ) и был опекуном сыновей Рупа Чанды Пхула и Сандали. Когда Кала Сидху умер, Пхул основал свою собственную деревню (Пхул) в пяти милях от Мехараджи (под благословением сикхского гуру) в 1663 году. Набха и Джинд прослеживают свою родословную до набожных сикхов Пхула. Это было одно из первых сикхских княжеств Пенджаба, которое было образовано.
По-видимому, название мисали «Фулькиан» (в.-пандж. ਫੂਲਕੀਆਂ ਮਿਸਲ) происходит от их общего основателя. Один из его сыновей, Чхота Рам, был крещен и благословлен гуру Гобиндом Сингхом. Его сын Ала Сингх принял на себя руководство княжеством в 1714 году, когда Банда Бахадур вступил в ожесточенную борьбу с моголами. При его преемниках княжество превратилось в большое государство, доходя до Сивалика на севере, в Раджастане в Южном и верхнем течении рек Ямуна и Сатледж при столкновении с самыми тяжелыми и сложными обстоятельствами.

### Ала Сингх

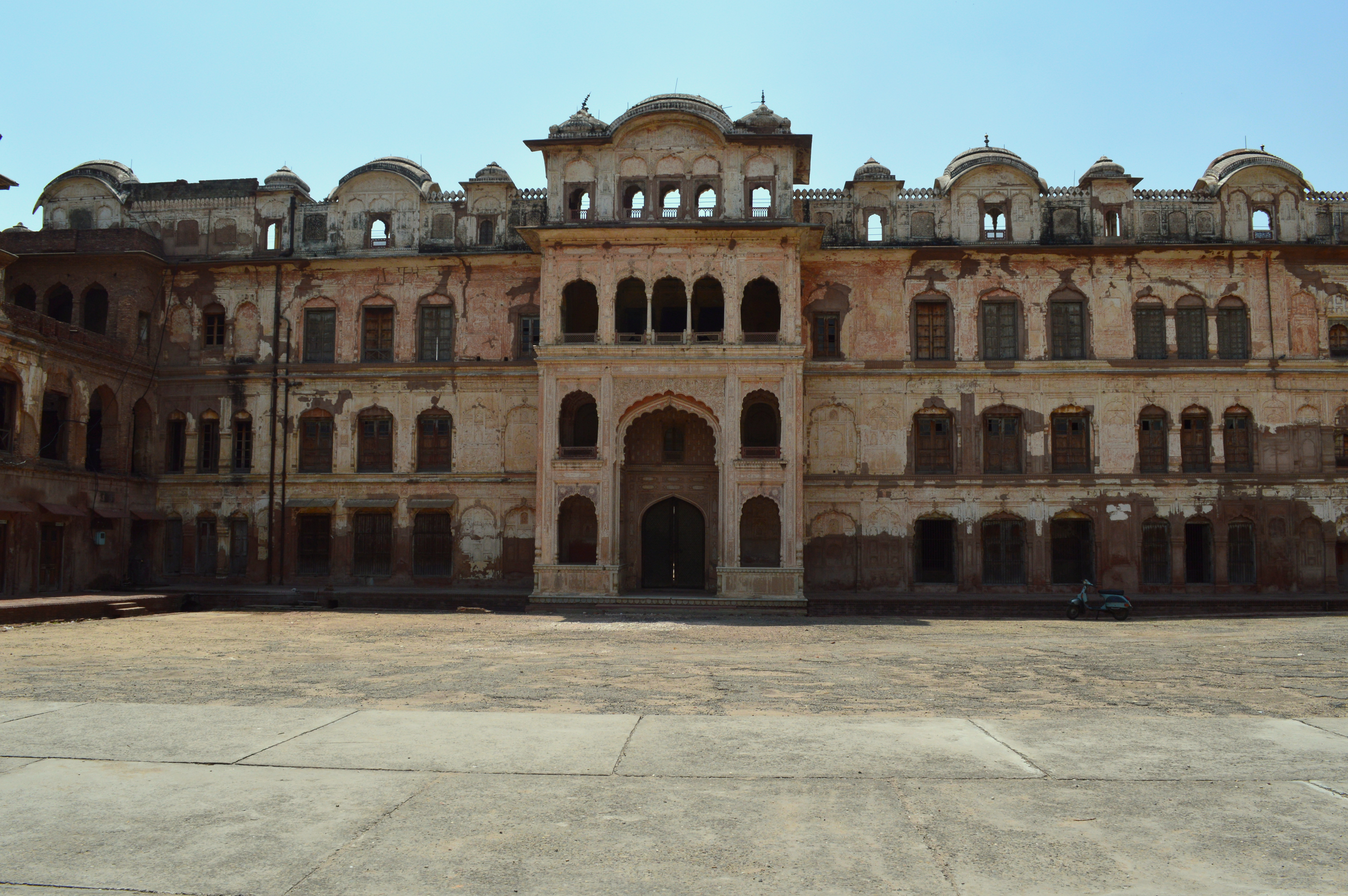
Главные ворота Кила Мубарак.

В середине XVIII века Ала Сингх, в отличие от многих своих современников, проявив огромную проницательность в отношениях с маратхами и афганцами, смог основать государство, которое он начал строить из своего домена Барнала. Он стал предателем сикхов, которые сделали его сардаром из крестьянина, и сражался на стороне Ахмад-шаха Дуррани против сикхов. После Третьей битвы при Панипате в 1761 году, в которой маратхи потерпели поражение, власть Ахмад-шаха распространилась на весь Пенджаб. Ахмад-шах Дуррани пожаловал Ала Сингху титул махараджи.
В 1763 году Сикхская конфедерация захватила крепость Сирхинд у губернатора Ахмад-шаха Дуррани. В результате бывшая Могольская провинция Сирхинд была разделена, Ала Сингх получил во владение сам Сирхинд и прилегающий район. Это позже было расценено как начало основания Патиалы. В 1763 году Ала Сингх заложил основание форта Патиала, известного как Кила Мубарак, вокруг которого развивался нынешний город Патиала. Ала Сингх умер в 1765 году, и ему наследовал его внук Амар Сингх.

### Договор с англичанами
После сорока лет беспрерывной борьбы с маратхами и афганцами, границы государства Патиала засвидетельствовали пылающие следы Ранджита Сингха на севере и британцев на востоке. Наделенный твердостью духа и инстинктом выживания, ставя самосохранение во главу угла, раджа Патиалы заключил в 1808 году договор с англичанами против Ранджита Сингха, став, таким образом, соучастником процесса строительства Британской империи в Индии. Последующие правители Патиалы, такие как Карам Сингх, Нариндер Сингх, Махендра Сингх, Раджиндер Сингх, Бхупиндер Синг и Ядвиндра Сингх были участниками субсидиального договора и находились под сильным влиянием англичан, но сохранили внутреннюю автономию своего княжества.

### Махараджа Бхупиндер Сингх

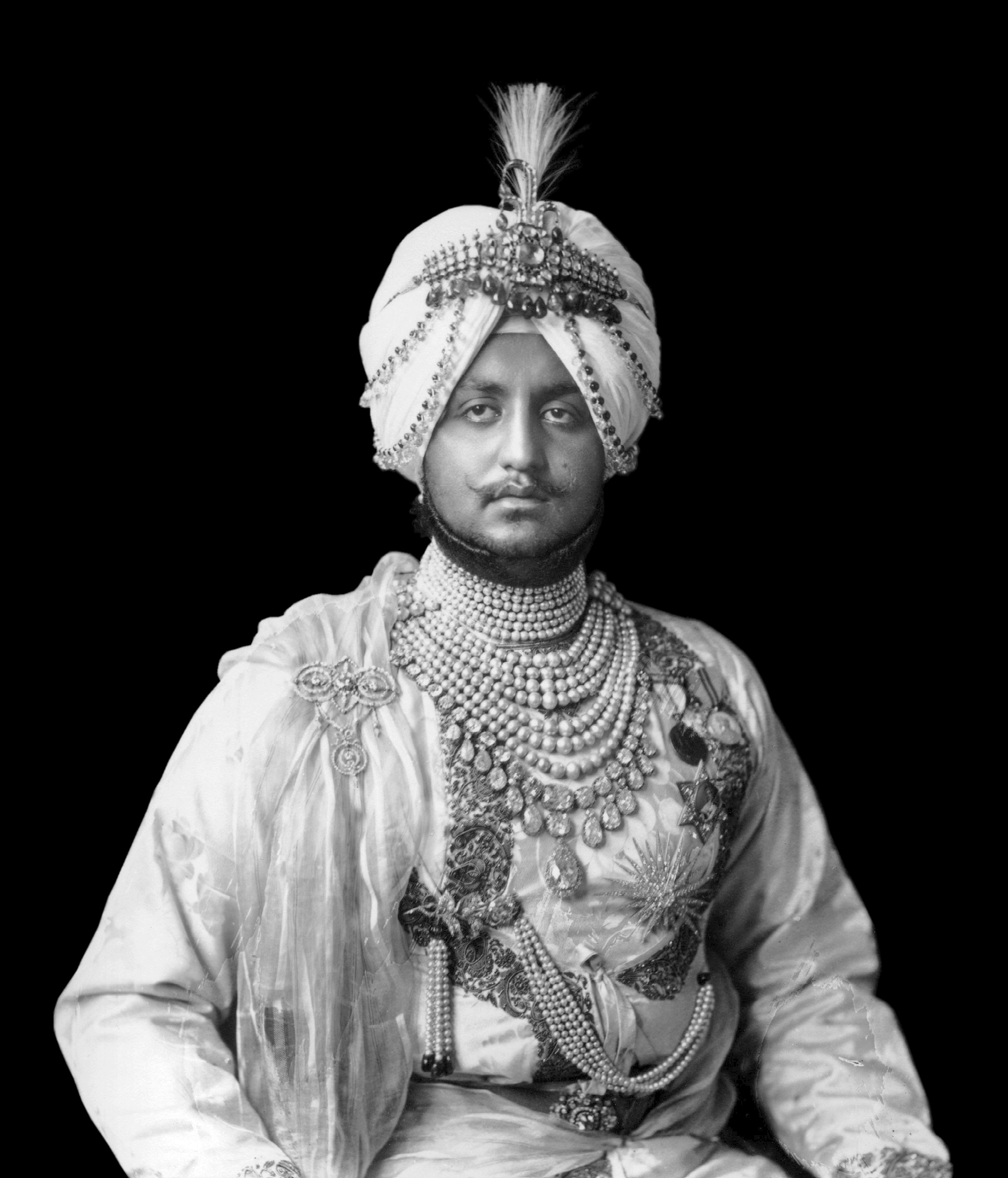
Махараджа Бхупиндер Сингх из Патиалы

Махараджа Бхупиндер Сингх, правивший с 1900 по 1938 год, даровал Патиале видное место на политической карте Индии, а также в области международного спорта. В игре в поло у Патиалы был лучший в мире игрок в поло, генерал Чанда Сингх, который позже играл за Англию и Испанию по просьбе короля Эдуарда VII и короля Испании Альфонсо, выиграв у обоих королей престижный кубок по поло. Махараджа также любил собак, и они с махараджей Ранбиром Сингхом из Джинда одинаково интересовались различными породами собак. Его сын Махараджа Ядавиндра Сингх был первым индийским принцем, подписавшим документ о присоединении к новому Индийскому союзу, что облегчило процесс национальной интеграции после раздела Индии и ухода британцев в августе 1947 года. В знак признания его заслуг он был назначен раджпрамухом вновь созданного союзного штата Патиала и союз государств восточного Пенджаба, начиная с его основания в 1948 году и до его слияния с провинцией Пенджаб в 1956 году. Центр города Патиала называется базар Адалат, что означает «коридор суда», поскольку он использовался в качестве административного здания одним из правителей-хранителей еще до того, как махараджа Бхупиндер Сингх достиг совершеннолетия. Раджмата Мохиндер Каур (1922—2017) была самым старшим членом семьи до 2017 года а нынешний глава клана — Амариндер Сингх, нынешний главный министр Пенджаба.

## Правители княжества

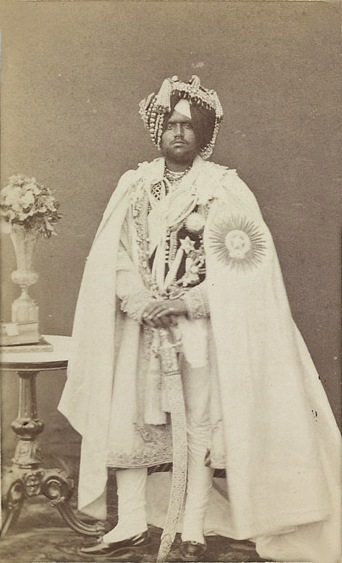
Махараджа Махендра Сингх из Патиалы.

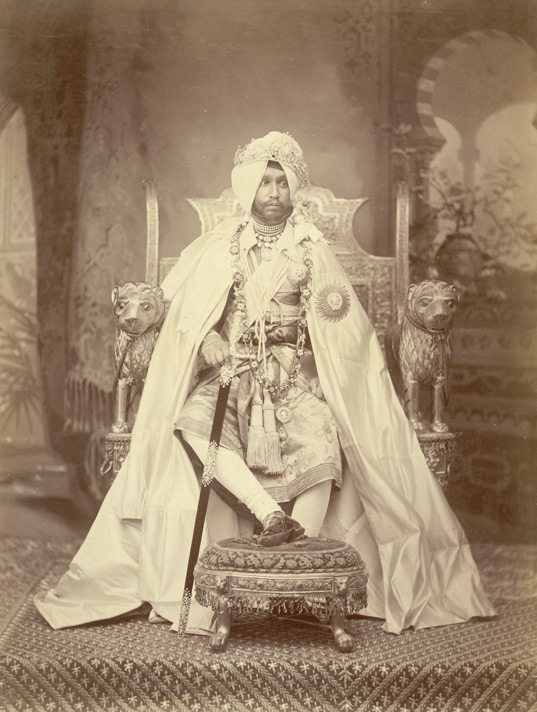
Махараджа Раджиндер Сингх из Патиалы

Правители Патиалы носили титул «Махараджа-и-Раджган» с 1810 года.

### Махараджи
- 29 марта 1761 — 22 августа 1765: Ала Сингх (ок. 1691 — 22 августа 1765), третий сын Сардара Рамы Сингха (Рама Чанда) и его жены Садарни Саби Каур Сахиб.
- 22 августа 1765—1767: Амар Сингх (6 июня 1748 — 5 февраля 1781), внук предыдущего, младший сын Сардула Сингха Сахиба (1715—1753) и его жены Шри Тикка Рани Хукман Каур Сахибы.

### Раджа-и-Раджган
- 1767 — 5 февраля 1781: Амар Сингх (6 июня 1748 — 5 февраля 1781), младший сын Сардула Сингха Сахиба (1715—1753) и его жены Шри Тикка Рани Хукман Каур Сахибы, внук и наследник Ала Сингха.
- 5 февраля 1781—1810: Сахиб Сингх (26 марта 1774 — 26 марта 1813), младший из двух сыновей предыдущего.

### Махараджа-и-Раджган
- 1810 — 26 марта 1813: Сахиб Сингх (26 марта 1774 — 26 марта 1813), младший из двух сыновей Амар Сингха.
- 26 марта 1813 — 23 декабря 1845: Карам Сингх (16 октября 1797 — 23 декабря 1845), старший сын предыдущего
  - 26 марта 1813—1823: регентша княжества махарани Аус Каур (1772 — после 1823), жена Сахиб Сингха и мать Карам Сингха
- 23 декабря 1845 — 13 ноября 1862: Нарендра Сингх (26 ноября 1823 — 13 ноября 1862), старший сын Карам Сингха. С 25 июня 1861 года — сэр Нарендра Сингх
- 13 ноября 1862 — 14 апреля 1876: Махендра Сингх (16 сентября 1852 — 14 апреля 1876), единственный сын предыдущего, с 28 мая 1870 года — сэр Махендра Сингх
  - 13 ноября 1862 — 26 февраля 1870: Джагдиш Сингх (регент, председатель регентского совета)
- 14 апреля 1876 — 9 ноября 1900: Раджиндер Сингх (25 мая 1872 — 9 ноября 1900), второй сын Нарендры Сингха, с 21 мая 1898 года — сэр Раджендра Сингх
  - 14 апреля 1876 — октябрь 1890: сэр Дева Сингх (регент) (1834—1890), председатель регентского совета
- 9 ноября 1900 — 23 марта 1938: Бхупиндра Сингх (12 октября 1891 — 23 марта 1938), старший сын Раджиендера Сингха, с 12 декабря 1911 года — сэр Бхупиндра Сингх. От многочисленных жен и наложниц у него было 88 детей.
  - 9 ноября 1900 — 3 ноября 1910: Сардар Гурмух Сингх, регент, председатель регентского совета.
- 23 марта 1938 — 15 августа 1947: Ядавиндра Сингх (7 января 1913 — 17 июня 1974), старший сын Бхупиндры Сингха, с 1 января 1942 года — сэр Ядавиндра Сингх. Имел чин генерал-лейтенанта.

### Титулярные махараджи
- 15 августа 1947 — 17 июня 1974: Ядавиндра Сингх (7 января 1913 — 17 июня 1974), старший сын и преемник Бхупиндры Сингха. Последний 9-й правящий махараджа Патиалы.
- 17 июня 1974 — настоящее время: Амариндер Сингх (род. 11 марта 1942), индийский политик, старший сын предыдущего и махарани Мехтаб Каур (1922—2017).

Вероятным наследником титула является Раниндер Сингх (род. 2 августа 1967), индийский политик, единственный сын предыдущего и Пренит Каур (род. 1944).